# Carpenedolo
Carpenedolo (français : Carpenedole) est une commune de la province de Brescia dans la région Lombardie, en Italie.

## Administration
| Période                                  | Période | Identité | Étiquette | Qualité |
| ---------------------------------------- | ------- | -------- | --------- | ------- |
|                                          |         |          |           |         |
| Les données manquantes sont à compléter. |         |          |           |         |

### Hameaux
Ravere, Lame, Tezze, Taglie

### Communes limitrophes
Acquafredda, Calvisano, Castel Goffredo, Castiglione delle Stiviere, Montichiari